# Сюаньхань
Сюаньха́нь (кит. упр. 宣汉, пиньинь Xuānhàn) — уезд городского округа Дачжоу провинции Сычуань (КНР).

## История
При империи Восточная Хань из уезда Танцюй (宕渠县) был выделен уезд Сюаньхань (宣汉县). При империи Лян из него был выделен уезд Дунсян (东乡县). Впоследствии эти уезды исчезли, но при империи Мин уезд Дунсян возник вновь.
Когда после Синьхайской революции образовалась Китайская республика, то в 1914 году в связи с тем, что в провинции Цзянси существовал уезд с точно таким же названием, уезд Дунсян был переименован в Сюаньхань.
В 1950 году в составе провинции Сычуань был образован Специальный район Дасянь (达县专区), которому был подчинён уезд. В 1970 году Специальный район Дасянь был переименован в Округ Дасянь (达县地区). В 1993 году постановлением Госсовета КНР округ Дасянь был переименован в округ Дачуань (达川地区). В 1999 году постановлением Госсовета КНР округ Дачуань был трансформирован в городской округ Дачжоу.

## Административное деление
Уезд Сюаньхань делится на 21 посёлок, 27 волостей и 4 национальные волости.